# A·J·盖顿
阿瑟·詹姆斯·盖顿（英語：Arthur James Guyton，1978年2月12日—），美国NBA联盟职业篮球运动员。他在2000年的NBA选秀中第2轮第3顺位被芝加哥公牛选中。

## 外部連結
- Career stats（页面存档备份，存于） at basketball-reference.com
- College & NBA stats @ basketballreference.com